# Tân Châu, Sơn Đông
Tân Châu (tiếng Trung: 滨州; bính âm: Bīnzhōu) là một địa cấp thị ở tỉnh Sơn Đông, Trung Quốc. Địa cấp thị này nằm bên bờ bắc của sông Hoàng Hà với hai nhánh kéo dài về phía bờ sông phía nam, Tân Châu giáp tỉnh lỵ Tế Nam về phía Tây Nam, Đức Châu về phía Tây, Truy Bác về phía Nam, Đông Dinh về phía Đông, và tỉnh Hà Bắc về phía Bắc. Thành phố này có một bờ biển ngắn, giáp vịnh Bột Hải. Địa cấp thị Tân Châu có dân số 3.661.500 người (2003) và năm 2006 dân số đô thị ước 116.573 người.

## Hành chính
Địa cấp thị Tân Châu quản lý 7 đơn vị cấp huyện, bao gồm 2 quận, 1 thành phố cấp huyện và 4 huyện.
- Khu Tân Thành (滨城区)
- Khu Chiêm Hóa (沾化区)
- Thành phố cấp huyện Châu Bình (邹平市)
- Huyện Bác Hưng (博兴县)
- Huyện Huệ Dân (惠民县)
- Huyện Dương Tín (阳信县)
- Huyện Vô Lệ (无棣县)

Trước năm 1983, cả Tân Châu và Đông Dinh cận kề đều không được coi là đủ lớn hay đủ phát triển để có thể coi là một địa cấp thị. Thay vì thế, chúng tạo thành một "địa khu" do chính quyền tỉnh quản lý. 

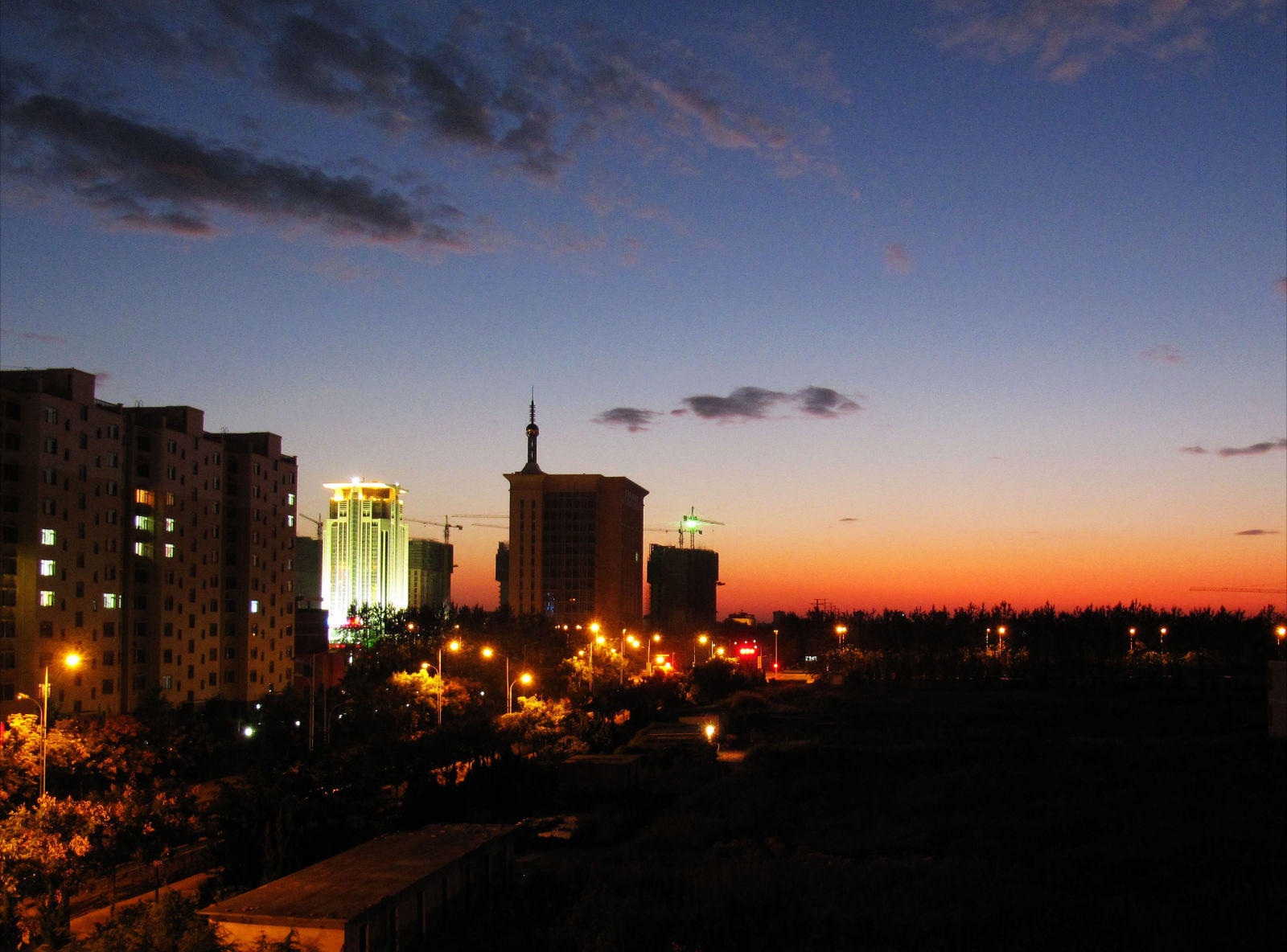
Tân Châu